# Baños de desintoxicación para los pies

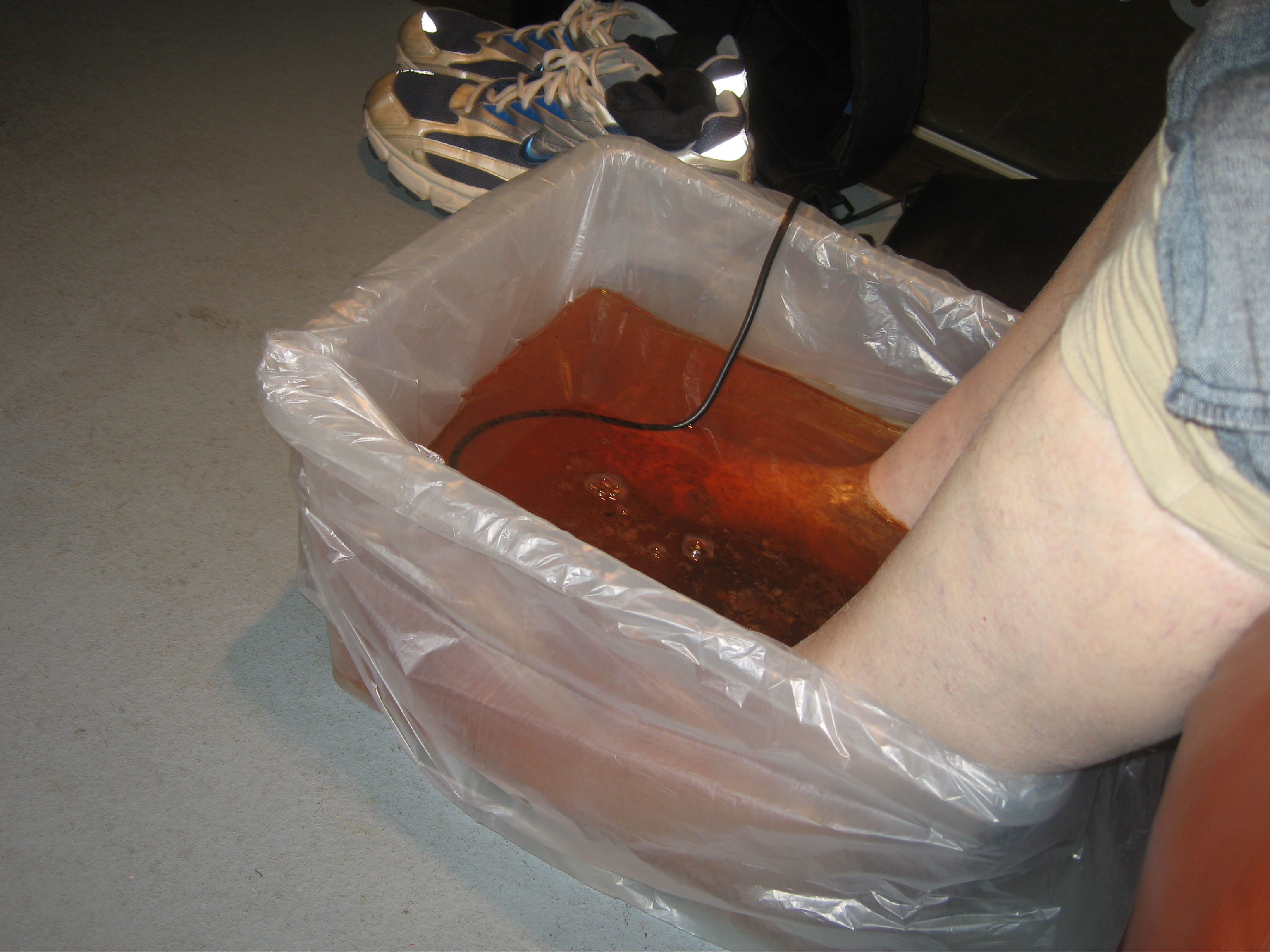
Baños de desintoxicación para los pies

Los baños de desintoxicación para pies, también conocidos como desintoxicación de pies, limpieza iónica, baño de pies iónico y desintoxicación acuática son dispositivos pseudocientíficos que se comercializan con el fin de eliminar toxinas del cuerpo humano. Funcionan proporcionando una corriente eléctrica a un conjunto de electrodos sumergidos en una solución de agua salada. Cuando se encienden, los  electrodos se oxidan rápidamente en un proceso químico llamado electrólisis provocando que el agua se vuelva marrón.

## Descripción
Los baños de desintoxicación para los pies se hicieron populares entre los consumidores a principios de la década de los años 2000, ganando rápidamente popularidad en los spas debido al cambio de color del agua a marrón, así como los residuos producidos por los dispositivos. Un fabricante del dispositivo, conocido como Aqua Detox, establece que el concepto se basa en la investigación de Royal Rife, un inventor que aseguró que sus dispositivos podían "desvitalizar organismos patógenos" a través de la vibración de éstos en ciertas frecuencias.
Los baños de desintoxicación para los pies constan de dos componentes principales: un recipiente para colocar los pies y una matriz de electrodos. Por lo general, se usa agua salada, tibia y perfumada como electrolito, en la que se sumergen los pies del cliente junto con la matriz. Dentro de esta última hay dos electrodos metálicos, entre los cuales fluye una corriente, lo que hace que los electrodos se oxiden rápidamente debido a la electrólisis. Esta reacción transforma el agua salada en una solución marrón, con visibles partículas oxidadas en el agua. Las matrices de electrodos se degradan de forma rápida, y por lo general, necesitan ser reemplazadas después de aproximadamente 16 horas de uso.

## Afirmaciones
Los promotores de los baños de desintoxicación para los pies aseguran que estos son capaces de ayudar al cuerpo humano de muchas maneras; regularmente, se proclaman efectos como el "re-equilibrio de la energía celular" del cuerpo, alivio de dolores de cabeza e insomnio, y auxilio de la función del riñón, hígado y sistema inmunitario. Algunas afirmaciones más serias incluyen ayuda con la toxicidad de metales pesados, al igual que con el trastorno de espectro autista.
Algunos spas y fabricantes proporcionan gráficos para mostrar a sus clientes las diferentes áreas del cuerpo de donde podrían provenir sus toxinas. Esto se define gracias al color del agua después del tratamiento.
| Color de agua y consistencia | Área asociada del cuerpo                        |
| ---------------------------- | ----------------------------------------------- |
| Espuma blanca                | El sistema linfático                            |
| Amarillo                     | Los riñones, vejiga, próstata o tramo urinarios |
| Naranja                      | Las articulaciones                              |
| Verde                        | La vesícula biliar                              |
| Rojo con partículas          | Restos de coágulos de sangre                    |
| Negro                        | El hígado                                       |
| Marrón                       | El hígado, celular debris y tabaco              |
| Negro con partículas         | Metales pesados                                 |

Actualmente, no hay ninguna base científica correspondiente a las afirmaciones de estos gráficos.

## Crítica
En el 2011, Inside Edition visitó varios spas en la Ciudad de Nueva York para investigar los baños de desintoxicación para los pies. En cada spa que visitaron, se les dijo que estos tratamientos mejorarían su salud global, y que el cambio en el color del agua derivaría de la liberación de toxinas de su cuerpo. Entonces, Inside Edition adquirió el tratamiento para someterlo al examen del ingeniero eléctrico Steve Fowler en su laboratorio. Después de examinar el dispositivo, Fowler concluyó lo siguiente: "Todo lo que se aprecia aquí no es nada más que dos piezas de metal oxidándose, lo cual no tiene nada que ver con las toxinas del cuerpo humano. Esto es simplemente un experimento sencillo de química."
En su libro Bad Science, Ben Goldacre discutió su experiencia investigando la ciencia detrás de los baños de desintoxicación para los pies. Después de leer un artículo en The Daily Telegraph sospechó que el agua marrón podría ser un resultado del enmohecimiento. Entonces, organizó su propio experimento utilizando una cubeta de agua, una batería automovilística y dos uñas grandes. Su experimento cambió deprisa el color del agua a un marrón oscuro con residuos en la superficie.
Con esta información en mente, envió a un amigo a un spa local para conseguir muestras del agua antes y después del tratamiento. Las muestras fueron enviadas a la Unidad de Toxicología Médica en St Mary’s Hospital en Londres para ser analizado. El agua muestreada antes del tratamiento contenía sólo 0.54mg de hierro por litro, y después del tratamiento completo era de 23.6mg por litro. Como referencia, Goldacre usó la muestra de agua de su experimento original, la cual contenía 97mg por litro.
Goldacre se acercó un número de fabricantes de dispositivos de desintoxicación. Ninguno fue capaz de decir exactamente cuáles toxinas eran extraídas del cuerpo, o incluso, si había alguna en absoluto. Con dicha información, decidió someter sus muestras de agua para encontrar creatinina y urea, dos de las moléculas de descomposición más pequeñas del cuerpo humano. Ninguna de estas moléculas fueron encontradas en las muestras, sino simplemente óxido de hierro.
Joe Schwarcz también explicó que poniendo el hierro y electrodos de aluminio en agua se produce óxido de hierro, revelándose como diversos tonos de residuos parduscos. El magnesio y el calcio, naturalmente presente en el sudor humano, aumenta la reacción electrolítica. Después de probar el aparato y consiguiendo el residuo marrón incluso sin la presencia de pies humanos, Timothy Caulfield concluyó que "esto es un muy buen  ejemplo de lo que es ultimadamente una estafa de marketing."